# Magic Power
«Magic Power» (en castellano: «Poder mágico») es una canción de hard rock escrita e interpretada por la banda canadiense de hard rock Triumph.  Apareció por primera vez en el álbum de estudio Allied Forces lanzado en 1981 por Attic Records en Canadá y por RCA Records en el resto del mundo.

## Lanzamiento y recibimiento
En 1981 fue publicado «Magic Power» como el primer sencillo del disco Allied Forces por los sellos discográficos antes mencionados.   La melodía «Hot Time (In this City Tonight)» («Momento ardiente (en esta ciudad esta noche)» en español) fue enlistada como el tema B de este vinilo.
La canción fue un éxito en las listas de popularidad en Canadá, pues alcanzó el lugar 14.º de la lista de los 50 sencillos más populares de la revista RPM en noviembre de 1981 y la 79.º del listado de las 100 mejores canciones de 1981 de la misma revista especializada.  En los Estados Unidos consiguió entrar en las listas de Billboard, alcanzando los puestos 51.º y 8.º del Billboard Hot 100 y el Mainstream Rock Tracks respectivamente, también en 1981.

## Edición española
La versión que fue lanzada en España tenía algunas diferencias de la edición canadiense y estadosunidense; era promocional y por lo tanto estaba prohibida su venta. Además, contenía títulos en español en la portada, así como en la etiqueta del vinilo (la cual era de color blanco).

## Lista de canciones

### Lado A
| side one |               |                                      |               |          |  |
| N.º      | Título        | Escritor(es)                         | Voz principal | Duración |  |
| 1.       | «Magic Power» | Rik Emmett / Gil Moore / Mike Levine | Rik Emmett    | 3:57     |  |

### Lado B
| side one |                                   |                         |               |          |  |
| N.º      | Título                            | Escritor(es)            | Voz principal | Duración |  |
| 2.       | «Hot Time (In this City Tonight)» | Emmett / Moore / Levine | Rik Emmett    | 3:20     |  |

## Créditos
- Rik Emmett — voz principal, guitarra acústica, guitarra eléctrica y coros
- Gil Moore — batería y coros
- Mike Levine — bajo, teclados y coros

## Listas
| Año  | País           | Lista                               | Posición máxima |
| ---- | -------------- | ----------------------------------- | --------------- |
| 1981 | Canadá         | RPM Magazine Top 50 Singles         | 14.º            |
| 1981 | Canadá         | RPM Magazine Top 100 Singles of '81 | 79.º            |
| 1981 | Estados Unidos | Billboard Hot 100                   | 51.º            |
| 1981 | Estados Unidos | Mainstream Rock Tracks              | 8.º             |